# 五桂楼
29°54′50″N 121°04′34″E / 29.914003°N 121.076047°E
參數所指定的目標頁面不存在，建議更正成存在頁面或直接建立下列一個頁面（建立前請先搜尋是否有合適的存在頁面可以取代）：
- 萊園

五桂楼是浙江省余姚市境内一处古代藏书楼，位于梁弄镇，始建于清嘉庆十二年，建造者为当地学者黄澄量。五桂楼得名于建造者颇具清望的的远祖兄弟五人。建筑结构为三间二层，五马髟木结构，穿斗、抬梁结合，利用暗阁防漏。楼东西筑有风火墙，书楼周围高墙高达三米。书楼共藏书3666种，且对学者开放阅读并提供方便，有“浙东第二藏书楼”之称。
1989年12月，五桂楼成为第三批浙江省文物保护单位。